# 흑고니 이론
흑고니 이론 (black swan theory)은 전혀 예상할 수 없던 일들이 실제로 나타나는 경우를 뜻하며, 블랙 스완 이론이나 흑조 이론, 검은 백조 이론이라고도 불린다.

## 유래
1697년 네덜란드 탐험가 윌리엄 드 블라밍(Willem de Vlamingh)이 서부 오스트레일리아에서 기존에 없었던 '흑고니'를 발견 한 것에서 착안하여 전혀 예상할 수 없었던 일이 실제로 나타나는 경우를 '블랙스완'이라고 부르게되었다. 이 용어는 그동안 철학, 사회학, 심리학, 등에서 오랫동안 사용되어왔으며 나심 니콜라스 탈레브(Nassim Nicholas Taleb, 1960년~)가 2007년 '블랙스완' 책을 발간하면서 대중화되었다.

## 특징
나심 니콜라스 탈레브(Nassim Nicholas Taleb, 1960년~)가 제시한 흑고니 이론의 특징은 다음과 같다.
첫 번째, 예외적으로 일어나는 사건이다.
두 번째, 일단 발생하면 엄청난 변화를 초래할 만큼 충격적이다.
세 번째, 블랙스완이 발생한 이후에는 사람들이 사전에 예측할 수 있었다고 받아들인다.

## 사례

### 정치 관련

#### 브렉시트(Brexit)
영국을 가리키는 ‘브리튼(Britain)’과 이탈을 뜻하는 ‘엑시트(Exit)’를 합성한 말이 ‘브렉시트(Brexit)’이다. 2016.6.23일 국민투표 결과가 ‘브렉시트’로 확정된 후에 오히려 후폭풍이 더 커지고 있다. 또한 영국 국민들 사이에 만연한 유럽회의주의가 깔려있었기 때문이다.
하지만 대부분의 국민들은 국민투표가 끝난 마당에 뒤늦게 EU 탈퇴 결정을 후회하거나 오히려
이처럼 정치적으로 사용하려했던 것이 예상치못하게 규모가 커지며 모든 나라들을 충격에 빠트리고 결국 결과적으로 자신한테도 블랙스완이 되었다.

#### 2016년 제45대 미국 대통령 선거
선거 직전까지도 전 세계 대부분 사람과 기자들 그리고 기존 여론조사 대형 기관들이 거의 90% 확률로 힐러리가 이길 것으로 예측했다. 하지만 예측은 빗나갔고, 이렇게까지 예측이 크게 틀린 것은 1940년대 이후 처음 있는 사건이다. 1948년 이후, 여론 조사 기술이 매우 정교화된 후 일어난 사건이기 때문에 매우 일어나기 힘든 사건이었다.
트럼프는 288명의 선거인단을 확보하면서 대통령에 사실상 당선되었다. 반면 미 역사상 최초의 여성 대통령을 꿈꾸던 클린턴은 215명의 선거인단을 확보하는 데 그치며 고배를 마셨다. 개표 결과, 트럼프는 전통적인 공화당 텃밭인 텍사스와 애리조나 등에서 대부분 승리를 거뒀다. 특히 관심을 끈 플로리다와 오하이오, 펜실베이니아 등 경합 주에서도 승리를 거머쥐었다. 트럼프의 승리 요건은 전체 유권자의 69%를 차지하는 백인 유권자들의 지지가 크게 작용하였다. 또한 트럼프가 클린턴을 누를 수 있었던 것은 주류 기득권 정치에 대한 미국인들의 불만이 표출된 것이다. 이들은 지난 2008년 금융위기와 세계화 이후의 양극화, 그리고 일자리 감소에 따른 중산층 붕괴에 실망해 트럼프에게 몰표를 준 것으로 관측된다. 또한, 미국을 다시 위대하게 만들겠다는 `미국 제일주의`도 서민들의 마음을 파고든 것으로 분석되었다. 하지만 트럼프는 노골적으로 이민자와 무슬림, 여성, 장애인 등 소수자에 대한 혐오를 선동하는 후보였고 이러한 문제로 트럼프는 당선과 멀어진다고 여겨졌다. 그러나 트럼프는 힐러리를 누르고 당선이 되었다.

#### 박근혜 전 대통령 탄핵(2017)
21년 만에 대통령 탄핵심판이 일어나 박근혜 전 대통령은 탄핵당하였다. 국민과 박근혜 그 어떤 누구도 대통령이 탄핵당할 것이라고 예상하지 못하였다.
탄핵이 시작된 계기는 외부인이 국정에 개입하였다는 것이 드러나면서이다. 국회 소추위원단은 정호성 전 청와대 부속비서관이 비선 실세인 최순실에게 총 47회에 걸쳐 공무상 비밀이 담겨 있는 문건을 이메일 등으로 전달한 것을 발견하였다.
이러한 사안들이 드러나면서 국민들은 촛불을 들고 광화문광장으로 가서 시위를 시작하였고 이로 인하여 박근혜 대통령은 탄핵되었다.

### 경제 관련

#### 브렉시트(Brexit)
우선, ‘브렉시트’란 영국의 유럽연합(EU) 탈퇴를 뜻하는 신조어로 영국(Britain)과 탈퇴(exit)의 합성어이다. 영국이 브렉시트로 유럽연합에서 탈퇴한다면 유럽의 여러 국가와 자유무역으로 얻는 이익이 줄어들기 때문에 오히려 경제가 어려워질 것이라고 예측됐다. 브렉시트의 대표적인 반대론자로 데이비드 캐머런 현 영국 총리가 있다. 2016년 6월 23일 이뤄진 영국 국민투표 개표 결과 영국의 EU 탈퇴가 확정되었다.
이런 ‘브렉시트’ 사건은 주요국 경제에도 영향을 미친다. 첫 번째로, 영국의 EU 탈퇴가 가결되면서 주요국 증시가 폭락하고 파운드화 및 유로화 가치가 급락하는 등 세계 경제의 불확실성이 더욱 고조되었다. 6월 23일 미국 다우지수는 전일 대비 3.4%, 유로 STOXX 50지수는 8.6%, 영국 FTSE 250 및 FTSE100은 각각 7.2%, 3.2% 급락하였다. 또한, 금융시장의 불확실성 증폭으로 안전자산에 대한 선호가 증가함에 따라 미 달러화 및 엔화 가치는 상승했지만 반면 유로화 및 파운드화 가치는 폭락하였다. 두 번째로, 한국과 관련하여 영국과 EU에 대한 수출 비중이 10% 정도여서 경제성장률에 대한 부정적 영향이 심각한 수준은 아닐 것으로 보이나 금융시장을 통한 불확실성은 높을 것으로 예상되었다.

#### 서브프라임 모기지(subprime mortgage)사태
‘서브프라임 모기지’란 비우량 주택 담보 대출로 신용도가 일정 기준 이하인 저소득층을 상대로 한 미국의 주택 담보 대출을 말한다. 미국의 주택 담보 대출은 프라임(prime), 알트-A(Alternative A), 서브프라임(subprime)의 3등급으로 구분된다. 프라임 등급은 신용도가 좋은 개인을 상대로 한 주택 담보 대출을, 알트-A는 중간 정도의 신용을 가진 개인을 상대로 한 주택 담보 대출을, 서브프라임은 신용도가 일정 기준 이하인 저소득층을 상대로 한 주택 담보 대출을 말한다. 이 가운데 서브프라임 등급은 부실 위험이 있으므로 프라임 등급보다 대출 금리가 2~4% 정도 높은 게 일반적이다.
‘서브프라임 모기지’의 추이를 살펴보면 1980년대 서브프라임 합법화 후 90년대 클린턴 정부의 지원 아래 서브프라임 시장이 성장하였다. 그러나 1998년 예상보다 높은 연체율과 차입률 때문에 서브프라임 시장은 짧은 불황기를 경험하였으나 이 기간에 많은 모기지 업체들이 합병을 하면서 대형 모기지 업체들의 시장 점유율이 증가하였다. 그 후 2000~2006년 중후반까지 서브프라임시장이 급속도로 성장하게 되었다.
그러나 2000년대 초반의 짧은 경기 침체가 끝나고 고유가와 원자재 가격상승에 따른 인플레이션 압력에 대처하기 위해서 연방준비은행(FRB)이 금리를 서서히 올리기 시작해서 2004년 4월 1%였던 금리가 2006년 6월 5.64%까지 상승하면서 부동산 시장의 침체가 시작되었다. 금리가 다시 오르자 서브프라임 모기지 대출을 받은 사람들의 이자 부담은 많이 증가했다. 특히 부채 부담을 크게 지고 있던 하위 계층들은 모지기 원금과 이자를 상환하지 못하고 길거리로 쫓겨났다. 이 결과 주택 연체율이 높아지고 주택에 대한 압류가 늘어나면서 주택 시장의 침체가 일어났다. 주택 시장의 침체가 심화하자 모기지 대출 회사들의 손실이 커지고 위기가 심화하기 시작했고 급기야 2007년 상반기부터 모기지 대출 회사들이 파산하기 시작했다.
그 후 서브프라임 모기지 사태는 금융시장과 관계로 인해 더욱 악화하였다.
결국 2008년 서브프라임 모기지 사태로 인해 금융 시장에까지 영향을 미치게 되었다. 서브프라임 모기지 사태가 일어날 것이라고 그 누구도 예측할 수 없었지만 일단 발생하여 엄청난 충격과 파급효과를 가져왔다.

#### 국제유가하락
ㆍ서부텍사스유(WTI)는 약 2년 만에 최저치로 급락
ㆍWTI는 배럴 당 지난 6월 20일 107.42달러로 최측근 최고치를 기록한 후 10월 9일 85.5달러로 급락하면서 23개월 만에 최저치를 기록
- 중동지역도 최근 정정 불안이 지속하고 있는 가운데 하락세로 전환
ㆍ두바이유는 6월 23일 111.2달러/배럴에서 10월 10일 88.0달러/배럴로 하락하면서 35개월 만에 최저치를 기록
- 브렌트유도 최근 80달러 후반대로 하락
ㆍ브렌트유는 6월 19일 115.2달러/배럴에서 10월 13일 88.4달러/배럴로 하락하면서 47개월 만에 최저치를 기록
위와 같은 국제유가하락 상황을 보면, 이러한 상황들이 경제적으로도 영향을 미치게 된다.
먼저, 국제유가하락이 국내 경제에 미치는 영향 두 가지를 살펴보면, 첫 번째로는 국민소득 증대와 물가 하락에 의한 소비와 생산 증대 효과 이외에 불확실성 저하에 따르는 기업투자심리 개선을 통한 투자 증대를 유발하여 국내 경기 개선에 도움을 줄 것으로 판단된다는 것이다. 두 번째로는 국제 유가의 하락은 소비, 투자, 수출 등에 긍정적인 영향 미치면서 경제성장률은 물론 국민소득 증대에도 기여할 것으로 기대된다는 것이다.

### 에너지 관련
지난 40년 동안 다양한 에너지 공급이 이루어지고 에너지 수요가 공공영역에 블랙스완을 가져오면서, 에너지 미래의 소비에 대한 어마어마한 불확실성을 만들어냈다.

#### 1970년대 유류파동
선진국의 석유 공급은 1970년도에 붕괴하였다. 1973년 아랍 석유 수출국 기구(OAPEC)의 석유 금수 조치는 제4차 중동전쟁 때 미국 및 여타 다른 국가가 종합적으로 이스라엘을 지원한 것에 대한 보복 조치였다. 그 후 7년 동안, 원유가격은 500%나 올랐고 (물가상승 이후), 선진국 세계는 조정하려 애를 썼다. 그 강력한 미국의 국내 정책조차도 전례 없던 물가 상승에 따른 즉각적인 정치적, 경제적, 기술적 후유증을 해결하기에는 역부족이었다. 산업 생산 비용은 여전히 오름세를 타고 수출이 줄자마자, 북아메리카 전반에 걸쳐 휘발유는 제한되었고 중앙은행들은 경제 성장을 독려하기 위해 이자율을 대폭 인하하였다. 금수 조치는 미국 자동차 산업이 상당히 쇠퇴하는 시발점이 되었고 현존하는 국가재정 문제를 악화시켰다.
70년대 유류파동은 전형적인 블랙스완 사건이다. 영향받은 국가 중 어느 곳(일본, 프랑스, 미국)도 이 유류 파동의 발생이나 심각성을 예상하지 못했다. 뒤돌아보면, 정책 제정자는 중동에서 이스라엘을 지원한 것이 그 분노를 일으킬 것이란 것과 그에 대한 보복으로 석유금수 조치를 할 것이라는 가능성을 예상했어야 했다. 일부 선진국은 용케 적응하였다. 기름이 나지 않는 일본은, 예를 들어, 창의적인 기술 및 경제 인식체계(패러다임) 변화를 이용하여 보충하였으며, 석유 집약적 산업에서 부가가치 전자제품으로의 국가 발전을 피력하였다. 그러나, 연료 공급 및 대체 기술의 실현 가능성이 계속해서 예상할 수 없는 분위기로 흐르면서, 초기 미진 후 유류파동의 여파가 몇십 년 동안 조짐을 보였다.

#### 미국의 셰일가스
역대 미국 대통령들이 말한 에너지 관련 내용 중 가장 앞을 내다보지 못했던 것 중 하나는 1977년 4월 18일, 천연가스의 국내생산을 당장 멈춰야 한다는 지미 카터의 대중 연설이었다. 32년 후, 미국의 잠재 가스위원회에서 천연가스 1,836조 제곱피트를 기획하는데, 이는 44년 만의 최고 예측치이자 바로 2년 전보다 39% 오른 수치였다. 셰일 가스 추출법에 대한 두 가지 중요한 발명(방향제어 시추 및 조지 미셸이 최근 발명한 수압파쇄)이 이전에는 접근조차 할 수 없었던 가스 매장구역을 비교적 얻기 쉬운 상품으로 바꾸어 놓았다. 지난 십 년 동안, 가스매장량의 예상회복 치는 2%에서 50%의 예상치만큼 증가하였다. 비교적 깨끗하고 국내생산된 셰일가스에 대한 갑작스러운 기대는 다시 한번 미국의 에너지 분야 인식체계(패러다임)를 수입에서 수출로 바꾸면서 지대한 영향을 불러왔다.
지난 십 년 동안의 셰일가스 호황은 현대 역사의 가장 중요한 에너지 변수 중 하나라는 것이 증명됐다. 미 에너지 정보국의 아담 시멘스키가 논평하였듯이, “40년 동안, 정치가들이나 가끔 포퓰러 메커닉스(Popular Mechanics) 잡지의 저자 몇몇 말고는 에너지 자립 성취에 대해서 말하지 않았습니다. 이제는 그리 이상한 발상이 아니다". 그러나, 어떠한 셰일 가스 예측도 낙관주의는 조심스러워야만 한다. 우물에서의 증가한 메탄 수치와 지역의 셰일 가스 시추간 밀접한 연관성이 있다는 것을 찾아낸 연구에서 보듯이, 셰일가스 회수에 대한 복잡한 지질학적 및 환경적 방해물은 종종 과소평가 되고는 한다. 미국지질조사소의 다른 연구는 자연 가스 시추 활동과 앨라배마에서 로키산맥 북부에서의 최근 빈번한 지진을 “거의 확정적으로” 연관시키고 있다. 이 미처 예상치 못한 결과들이 일부 주들이 파쇄 금지를 촉구하도록 하고 있으며, 미래 발전은 미국 에너지 평론가들이, 다시 한번, 그들의 장밋빛 예측을 뒤집도록 할 수밖에 없는 상황을 가져올지도 모른다.

#### 캐나다(앨버타 북쪽)에서의 유사 개발 등장
지금 앨버타 북쪽(캐나다)을 수놓은 거대 기획 지대를 비교한다는 것은 힘들지 모르나, 대량의 캐나다 석유 매립지는 최근이나 20년 전이나, 변칙적이며 경제적이지도 않을 것으로 여겨진다. 1985년에서 1994년 사이, 앨버타 유사 추출률을 끌어올리려는 노력의 목적으로, 도로포장 공사 및 관련 시설에 대한 세입면제를 해주었으나, 이러한 표면적으로 관대한 조치조차 극소수의 투자밖에 끌어내지 못했다. 물론, 다른 비용 외에도 그 지역에 관여하려는 것을 꺼리게 하는 다른 요인들도 있었지만 말이다. 멀고 험난한 지형, 물과 에너지 집약적인 추출과정 그리고 개발이 덜 된 기술들이 그 이유였다.
그러나, 급격하게 증가한 국제 유가와 빠르고 상당한 공학 발전이 복합적으로 작용하면서 앨버타 유사를 사우디아라비아 다음으로, 경제적인 회수가 가능한 세계에서 두 번째로 가장 큰 석유매립지로 자리매김하게 해주었다. 예를 들어, 증기주입 중력배수(SAGD)로 전환하면서 원유 회수율이 70% 증가하게 된 것처럼 말이다. 특히, 개선된 에너지 효율과 수자원 필요성이 줄어든 것이 동반되면서 급격한 발전을 맞게 된 것이다. 정부는 이 변혁들 때문에 발생하는 이익들을 거둔다. 예를 들어, 유사에 대한 앨버타의 인세가 1999년도에는 1억도 안 됐던 것이 국가재정난도 2011/2012년도에는 37억까지 늘어났다. 말하자면 20년 안에 앨버타의 유사가 하루 평균 110만 배럴을 생산하고 직접 최소 십사만 명의 인원을 고용하게 되면서, 경제적 잉여 자원에서 앨버타 국내총생산의 주요 요인으로 올라선 것이다. 이 뜻밖의 횡재로 생긴 예상치 못한 세금은 앨버타의 1인당 국민총생산을 촉진해 최고치를 경신하였다. 이 추세는 누그러질 조짐이 없었다. 앞서 언급된 증기주입 중력 배수(SAGD) 과정과 같은 신기술혁신이 대체로 유사 매장량이 더해지면서 앨버타 에너지자원보존위원회(ERCB)가 효율적으로 북미 원유 매립지 기획을 네 배로 늘릴 수 있게 되었다. 모든 예상을 뒤집은 한 편, 돌아보면 전문가들이 지나친 단순화 및 평론 오류의 희생자로 만들면서, 앨버타 유사의 급속한 발전은 또 다른 블랙스완이다. 언제나 그렇듯, 그 전망은 블랙스완 기술에서 벗어날 수 없다. 현재 중유 정제 유용성의 및 운송 용량에 대한 한계의 결과로 유사 원유에 부가되는 할인으로 인해서 캐나다 원유 수익은 깎이고 있다. 앨버타의 유황 원유는 세계에서 가장 비용이 적은 것에 의해 고통 받는 셈이다. 가장 최근에는 믿을 수 없지만, 서부택사스 중질유보다 배럴 당 40달러 낮은 가격으로 거래되었다. 이는 노스다코타의 바켄 유전에서의 가벼운 원유 생산이 급격히 증가한 탓이다. 유럽연합 연료품질지침(FQD)이나 캘리포니아 저탄소 연료 기준(LCFS)과 같은 최근 정책 조치도 유사의 탄소 영향 때문에 그 경제적 성공 가능성을 더 좌절시키면서 위협이 되고 있다. 이 시행사항 모두 고탄소 농도 원유의 수입에 벌금을 부과하고 효율적으로 제한하면서 차량 관련 배출량을 줄이고자 하는 것이고, 온실 가스(GHG)가 높은 에너지 원료를 덜 효율적이라고 규정하는 기준으로 국제 시장이 움직이고 있는 만큼, 캐나다의 생산자들은 추후 경제 성장 예측을 조정할 필요가 있다.

#### 최근 주요 공급 교체 - 셰일 오일
최근 기술 발전은 색다른 원천인 셰일 오일로부터 에너지를 공급받기 위해서 경제적으로 만들어져왔다. 앨버타(캐나다 지역명)의 오일 샌드들이 왜소해 지면서, 이 오일은 퇴적암의 케로진으로부터 추출되고 최고 한 덩이당 대략적으로 60달러로서의 값비싼 상품으로 정제될 수 있을 것 같았다. 더 큰 에너지 독립 성취를 위한 노력 일부분으로서, 미국 정부는 적극적으로 셰일 오일 연구와 발전에 투자하고 있는 중이다. 특히, Green River formation 지대의 셰일 매장지들에 Albert Taciuk Processing(ATP) 기술을 배치하는 것에 투자하고 있다.
하지만 불확실성이 남아있다. 셰일 암석의 대규모 추출을 포함하는 현장 채광 공정인 ATP는 기존의 석유 생산보다 50~75% 높은 탄소 배출량에 대한 책임이 있는 것으로 밝혀졌다. 미국은 셰일 오일 매장량이 가장 많고 앨버타 오일 샌드와 비슷한 속도로 이 자원을 개발할 것을 제안했으므로 향후 기후 변화 블랙 스완의 뚜렷한 위험이 있다. 셰일 오일 개발에 관한 대부분의 연구는 국가의 에너지 안보와 경제 문제를 중심으로 진행되었지만, 환경 비용은 크게 낮아졌다.

#### 중국의 에너지 공급과 수요 측면
지난 수십 년 동안 중국은 비교할 수 없는 경제 성장과 석탄, 천연가스 및 석유 제품에 대한 수요 증가를 경험해왔다. 1953년 중국의 석탄, 석유, 수력 및 가스의 총 에너지 소비량은 대략 5,400만 톤에 달했다. 1980년대의 일련의 구조 개혁, 시장 인센티브 및 지방 분권 정책을 통해 중국의 전체 에너지 소비는 1996년까지 약 1389 MT CE까지 증가했고, 결국 21세기 초에 미국을 추월했다. 세계의 창고로서의 중국의 지위를 확고히 하면서 산업 및 상업 분야의 급속한 팽창에 따라 그 나라의 국내 에너지 수요가 급증했다.
경제 강국으로서의 중국의 출현은 수십 년 전에 대부분의 에너지 전문가들이 상상할 수 없었던 세계적 에너지 공급에 대한 암묵적인 블랙 스완이었다. 중국의 에너지 소비 증가는 거의 예상하지 못했고, 30년 만에 주요 석유 수출국이 되는 야심에서 세계에서 두 번째로 큰 석유 수입국이 되었다. 중국의 경제 성장에는 가계 수준의 연료 집약적인 사치품에 대한 수요 증가와 같은 부차적인 영향도 있었다. 예를 들어, 등록된 차량의 수가 1990년의 620만에서 2003년의 3,600만으로 증가했고, 같은 기간에 에어컨의 보급률은 몇 배나 증가했다. 중국의 에너지 소비가 급속히 증가하면서 대규모 프로젝트 포트폴리오(앞서 언급한 캐나다의 오일 샌드가 대표적인 사례임)에 대한 투자가 촉진되었다.

#### 원자핵 에너지
과학자들이 방사능 원소의 엄청난 잠재 에너지를 발견하고 인간 노력에 대한 엄청난 잠재적인 응용을 실현함에 따라 원자력 시설을 개발하기 위한 경쟁이 20세기 초에 시작되었다. 맨해튼 프로젝트 (Manhattan Project)는 핵무기를 위해 농축된 우라늄을 개발하기 위한 미국 주도의 계획으로서, 이 과정을 가속하여 전기 발전을 위한 최초의 원자로로 이끌었다. 이들은 원자로에서부터 열전달을 위해 사용되는 냉각수 생성물과 핵으로부터 방출되는 중성자를 조절하기 위한 감속재의 선택과 같은 두 가지 주요 투입 요소에 의해 분류되었다. 연구 결과가 결정화되면서, 많은 분석가들 사이에서 행복감이 서서히 형성되기 시작했었고, 두려움 없는 예측은 모든 인류의 에너지 필요를 위해 저렴하고 깨끗하며 광대한 핵분열 공급으로 이루어졌다. 그러나 셰일 가스 붐과 오일 샌드 혁신과 마찬가지로 원자력 발전의 미래에 대한 이러한 야심적이고 지나치게 낙관적인 주장은 BST의 교리로 빠져든다.

##### 원자력을 위한 우라늄 광업
지난 10년 동안 우라늄 현물 가격의 실질적인 변화로 설명되었듯이, '저렴한' 핵분열 물질의 이전 가정은 충족되지 못했다. 러시아로부터 잉여 정부 비축 물자 매입 또는 취소된 원자력 시설에서 재고를 남겨 두는 것과 같은 전통 광업과 저렴한 보조 무기 구매의 조합을 통해 세계 수요가 충족됨에 따라 1970년대와 1990년대 사이에 우라늄 가격은 많은 변화를 겪지 않았다. 2003년과 2007년 사이에 우라늄 가격은 2003년 13.60달러에서 2007년 사상 최고치인 135달러로 오르며 10배나 가격이 상승했다. 호주의 올림픽 댐 공장에서의 화재와 소스캐처완주의 Cigar Lake 광산의 자연 홍수에서 발견되는 인적 오류 및 환경 재앙의 정점이 예기치 않은 가격의 급등으로 이끌었다.

##### 원자력 분열의 고정된 초기 비용
불확실한 원자력 발전소의 극도로 높은 고정 비용과 퍼진 프로젝트 위험과 다양한 완성요소 불확실성(규제와 정치적 고려)의 결합은 핵분열을 매우 불확실한 투자로 만든다.
게다가, 핵분열의 지속적인 비용은 핵연료의 적정성이나 공급에 국한되지 않고 우라늄의 채굴 및 분쇄, 농축 및 전환 프로세스, 연료 제조, 사용 후 핵연료 관리, 핵폐기물의 처분과 저장과 같은 변동적인 요소들로 다양하게 퍼져나간다. 이 BST-laden 부문의 취약점은 “새로운 원자력 건설 프로젝트의 규모와 비용 및 복잡성은 사업과 경영의 위험을 증가시킬 수 있으며, 잠재적으로 그것을 중간 지점부터 중장기적인 수평선까지 노출할 수 있다. 이러한 건설 프로젝트의 10~15년 지속적인 시행 기간은 불확실한 시대에 새로운 대안뿐만 아니라 정치, 규제, 경제 및 상품 가격 환경의 재료 변화에 대한 효용을 노출할 수 있다.”라는 Moody의 부통령 Hempstead의 선언서 내용에 의해 간결하게 포착되었다. 원자력 분열의 시간 집약적이고 비용 집약적인 특징 때문에, 시장의 안정성과 자원 공급 그리고 유지·보수 비용이 필요하다. 불행하게도, BST을 모르는 핵분열을 지지하는 사람들은 종종 미래의 안정성과 신뢰성을 과대평가했다. 그 결과 막대한 예산이 투입되었고, 공사 기간의 대폭적인 연장 되었으며 붕괴 방지를 위한 정부 개입의 필요성이 대두되었다.

##### 융합 실패
지난 50년 동안, 과학자들은 '융합' 과정을 통해 통제된 에너지 방출을 시도해 왔고 단기 구축 전망에 대한 야심적이고 지나치게 낙관적인 주장을 펼쳐왔다. 아마도 가장 좋은 예가 40년 전에 융합 기술을 논의했던 프린스턴의 Plasma Physics Lab 팀장인 Roger Mills의 “이러한 프로그램의 일정은 오직 어림짐작으로만 추정할 수 있지만, 대략 70년대의 실현 가능성, 80년대의 입증, 그리고 90년대의 산업력이라고 보고 있다. 이 분야에 능통한 과학자들과 공학자들의 대다수는 핵융합이 가능할 것이며 금세기에는 실용적이게 될 것이라고 믿는다.”라는 말로부터 나온 것이다.
1989년 이래로 280억 달러의 연구가 이미 자기 융합을 위한 연구 프로그램에 쓰였지만, 오늘날까지 널리 사용되는 것은 여전히 이룰 수 없었다. 프랑스의 국제 열핵 융합 실험로는 핵융합으로부터 전기를 생산하기 위한 첫 번째 시도가 될 것이라고 여겨지지만 그것은 아직도 의미 있는 규모로 발전하지는 못했다. 2019년까지 시범적으로 진행되고 있는 이 프로젝트는 본래 제안으로부터 3배나 되는 비용(총비용은 현재 210억 달러 이상)이 든 것이나 차후에 유명한 자금 조달 국가로부터 투자를 회수당한 것과 같은 전례 없는 위험성으로 어려움을 겪고 있다.

## 블랙 스완 범죄학
아동 납치-살인 같은 범죄는 비극적이게 특이하고 자주 이상한 상황들 때문에 발생하며, 그리고 그 상황들은 일상적인 활동보다는 무작위 활동에서 비롯된다고 보는 것이 적절하다. 가해자의 어떤 끔찍한 행위에 비하여 그것들에 대한 예상 가능한 부분이 그리 많지 않다. 일상 활동 이론에 의해 특정된 요소들(활보하는 가해자와 기존 감시와 보호에서 풀려나 노려지는 아동 희생자)은 다행히도 빈번하지 않지만, 불행히도 부득이 발생하는 일이다. 장기적으로 볼 때, 가족이나 공공안전 공무원들이 합리적으로 최선을 다해 계획된 노력을 다 이행하더라도 무언가 잘못되어 아무도 예측하지 못한 사건들이 급격하게 꼬이면서 끔찍한 범죄로 이어진다.
미국에서의 범죄와 정의에 탈레브의 논리를 적용해보면, ‘블랙 스완’은 드물지만 끔찍하고 굉장히 공공연하며, 관련 주목도와 분노의 형태로 나타나는 그 “엄청난 영향” 때문에 부자연스럽게 미국 범죄 제재 정책에 영향을 주는 범죄이다. 아동 납치-살인을 예로 들어 생각해보면, “블랙 스완 범죄학”으로 불리는 학문은 보기 드물고 비극적인 범죄들은 특정 위협이 가해진 것에 대한 그 단순한 정보의 부재로부터 발생하며, 곧장 대중의 항의(거대한 영향)가 잇따르면서 기념비적인 범죄 제재 입법으로 이어진다. (사법 체계에 이상이 없었다면, 범죄가 예방 “되었을지도 모른다.”는 가장 일반적으로 받아들여지고 있는 주장을 반영한다.)
탈레브는 지나치게 낙관적인 시장 예측을 뒤집는 ‘블랙 스완’ 경제 사건의 역할에 초점을 두고 있으므로, 이 유추는 물론 불완전하다. 그러나 ‘블랙 스완 논리’는 범죄 및 정의에 얼마든지 적용될 수 있다. 드물고 무작위인 데다가 끔찍하기까지 한 범죄들은 불가피하게 발생하며, 그러한 범죄를 사법체계가 막아줄 것이라는 기대를 품은 대중의 오만을 무너뜨리고, 더 많은 기념비적 범죄 제재를 위한 대중 및 입법 요구를 부추기면서 그 오만과 함께 발을 맞추는 영향을 가질 것이라고 “블랙 스완 범죄학”은 보여준다.
제시카 런스포드 살인 및 그 여파가 암울한 사례 연구를 제공한다. 누군가 제시카 런스포드를 향한 존 예벤 어 구이의 의도를 알고 있었더라면, 빠른 대처가 위협을 진압했을 것이다. 그러나, 플로리다 주가 감시해야 할 몇천 명의 성범죄자를 가지고 있는 만큼, 구이와 같은 일부 소수가 효율적인 감시를 피했던 것은 불가피했던 일이다. (구이는 어떠한 거주지 변동이 있을 때마다 보고하도록 하는 감시관찰 조건을 어겼고, 그 결과, 아무도 그의 행적을 알지 못했던 것이 밝혀진다) 이 끔찍한 범죄는 대중과 입법부 의견에 상당한 영향을 가져오면서 궁극적으로, 흠 있고, 관대하며 입법적 질책이 필요한 사법체계의 부산물로써 이 비극의 사후 입법 해석을 반영하는 제시카 법의 발의로 이어진다. 무작위 행동 이론은 범행 인과관계에 대한 '이론'이 아니지만, 매우 안전하게 미래에 대해 내기하는 것이며, 특수하고 비극적인 범행을 해석하는 또 하나의 매우 다른 렌즈이다. 이는 장기적으로 ‘블랙 스완 범죄’는 일어날 것이라는 사실을 받아들이는 것이다. 흔한 범죄와 연관된 것으로 여겨지는 삶의 일상 활동에 있어 흉악 범죄로 이어지는 무작위 활동은 동전의 양면이다. 아동 납치, 살인은 다행히도 아이들이 아이들처럼 행동하는 것(학교에 가고, 친구를 만나고 비교적 안전한 집에서 지내는 것)에서부터 전형적으로 발생하는 드문 사례이다. 결국, 몇몇 무작위적인 사태 급변은 이 정상적으로 건전한 일상을 매우 비일상적이고, 끔찍한 범죄로 일그러뜨린다. 일상 활동 이론이 일상 활동들 때문에 어느 정도의 범죄는 불가피하다고 말하지만, 무작위 활동 이론은 일상 활동들이 있음에도 불구하고 최소한 특별히 일부 흉악 범죄가 있을 것이라 말한다.
부정적 영향 (거대한 영향)은 ‘블랙 스완’ 사건으로부터 눈에 보이는 경제 변동이 발생하는 하심(Hassim)의 환경과는 다르게 범죄 그 자체의 수준에서가 아닌 범죄위협과 ‘블랙 스완 범죄’가 일어나면 뒤따라오는 도덕적 공포에 의한 입법의 사회구조에서 나타난다. 최근 몇 년간, 미국의 범죄 제재 정책은 주로 무고한 아이들에 대한, 끔찍한 범죄에 대하여 성급히 대응한 보수적 입법으로 종종 특정 지어져 왔다. 가장 최근 예시로는 성범죄자에 대한 감금 및 감시관찰을 제공하는 주차원의 “제시카 법”이다. 이러한 정책 뒤에 있는 공감할 만한 감성이나 의도에도 불구하고, 그것들은 경험적으로 미심쩍으며 심지어는 역효과를 낳을 가능성이 있다. 그러나 아직도 그것들은 시행되고 있다.
이러한 “기념비적 범죄 제재” 정책을 끌어내는 범죄에 대해 정밀히 검토해 보면, 그 일상 활동 논리가 그러한 경우들에 잘못 적용되어있다. 그러한 범죄는 비극적이며 예상할 수 없는 사건들의 산물이며 ‘일상’ 활동 때문이 아닌, 그것이 있음에도 일어난다. 그것들은 범죄 예방 지식 및 특정 사례에 대한 능력의 불가피한 한계로부터 생겨나는 범죄학적 ‘블랙 스완’이다.

## 같이 보기
- 배드 비트
- 나비 효과
- 데우스 엑스 마키나
- 방 안의 코끼리
- 극도의 위험
- 뒤늦은 편견
- 성배 배포
- 첨도 위험
- 인지 편향 목록
- 기적
- 정상적 사고
- 정상 편견
- 외부 맥락 문제
- 세계 변동 위험
- 수학 내 준경험주의
- 무작위성
- 드문 사건
- 탈레브 분포
- 알려졌다고 알려진 것이 있다
- 긴 꼬리
- 불확정성
- 기술적 특이점
- 와일드 카드 (예지)
- 과학 내 흑고니 문제에 대한 포퍼의 해법

## 참고도서
- Taleb, Nassim Nicholas (2010) [2007], 《The Black Swan: the impact of the highly improbable》 2판, London: Penguin, ISBN 978-0-14103459-1, 2012년 5월 23일에 확인함[깨진 링크(과거 내용 찾기)].
- Taleb, Nassim Nicholas (September 2008), “The Fourth Quadrant: A Map of the Limits of Statistics”, 《Third Culture》 (The Edge Foundation), 2012년 5월 23일에 확인함.